# 판화

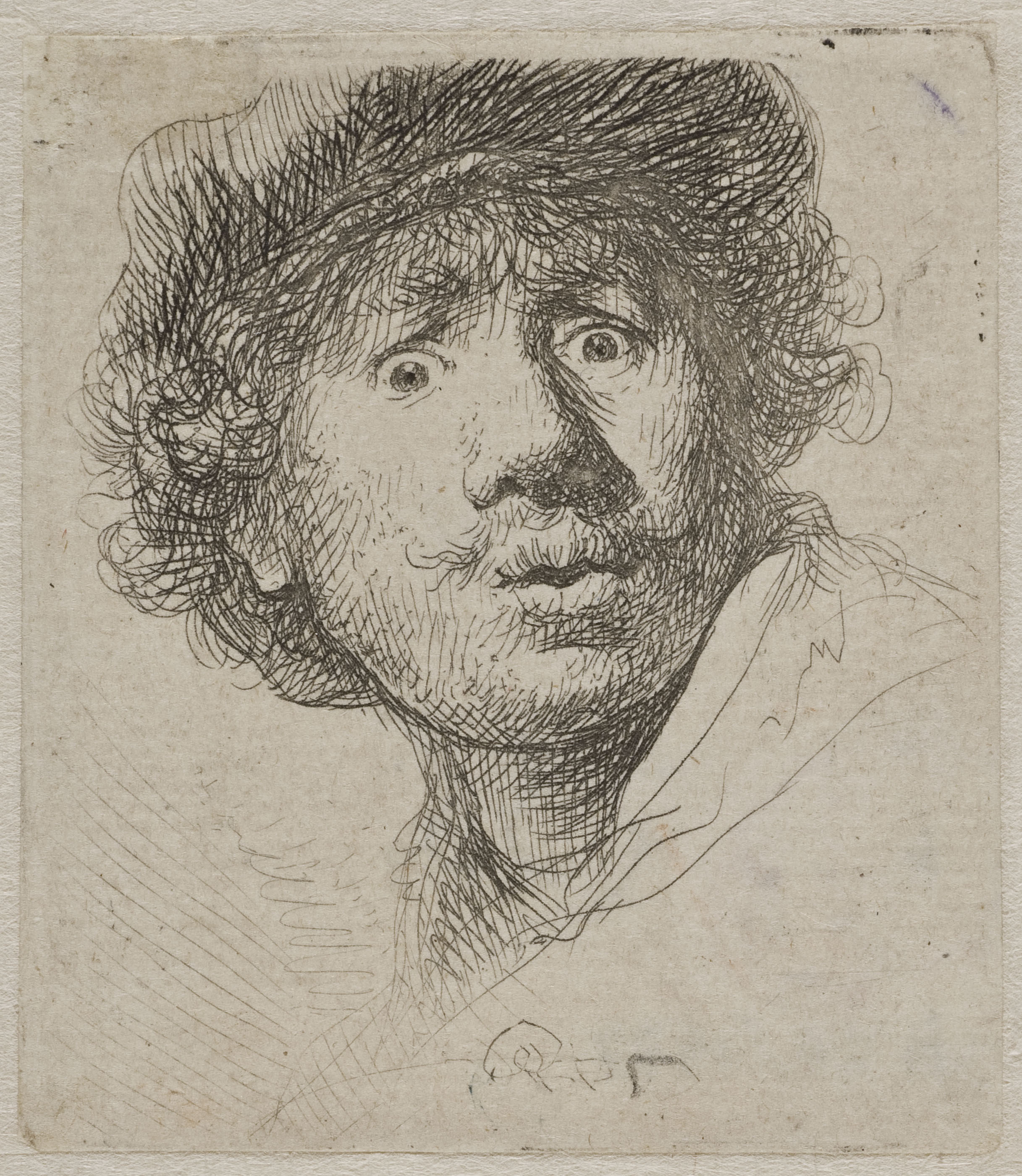
렘브란트, 《자화상》, 에칭, 1630년 경

판화(版畵, 영어: Art print)는 일반적으로 그림, 글씨 등으로 새긴 판(版)을 이용하여 종이에 인쇄하는 시각 예술 기법과 그 결과 만들어진 작품을 말한다. 즉, '판을 이용해서 찍어내는 그림'이다. 모노타입(monotype), 모노프린트와 같은 특별한 경우를 제외하면 여러 번 인쇄할 수 있는 복수미술이다. 인쇄된 각각의 작품은 회화의 작품과 달리 쇄(刷)라 불린다.
기법적으로는 철판(凸版⇒목판화)과 요판(凹版⇒동판화)으로 대별되며, 평판(平版⇒석판화)과 발전을 요하지 않는 공판(孔版⇒실크스크린) 등도 있다. 역사적으로는 종이의 생산과 밀접하게 관련되며 목판화는 중국에서는 7세기, 서양에서는 15세기 초까지 소급된다. 동판화는 서양에 있어서 같은 15세기에 등장하나 목판화보다 약간 늦고 석판화는 18세기 이후에 출현된다. 판화가가 판화에서 비로소 자기의 창작을 발표하는 것을 '창작판화'라 부르며, 타블로 화 등의 원화를 복제하는 복제판화(옛날에는 원화와 좌우가 역전되는 경우가 많았음)와는 구별했다. 판화는 작품이 복수로 존재하며 판에 따라 미묘한 차이가 생기므로, 창작판화에 관해 서양에서는 일찍부터 카탈로그가 만들어져 있었다.

## 종류
판화는 사용하는 판의 재질에 따라 목판화, 동판화, 석판화 등으로 불린다. 인쇄하는 방법에 따라 철판 인쇄, 요판 인쇄, 평판 인쇄 등으로 나뉘기도 한다.

### 철판
철판(凸版)은 판면의 철부(凸部)에 잉크를 묻히고 종이를 대고서 압력을 주어 인쇄한다. 목판이 대표적인 것이고 그 밖에 종이를 겹치고 철부를 만드는 지판(紙版), 수압인(手押印)의 방법으로 쇄물(刷物)을 찍는 우판(芋版), 리롤륨(linoleum)판, 고무판, 석고판, 규조토판, 납, 주석, 안티몬 등 연한 합금을 파서 패이게 하는 연금속판, 여러 가지 물질에 그대로 그림물감을 묻혀서 찍는 실물판(實物版) 등 이루 헤아릴 수 없을 정도로 종류가 많다.

#### 목판화

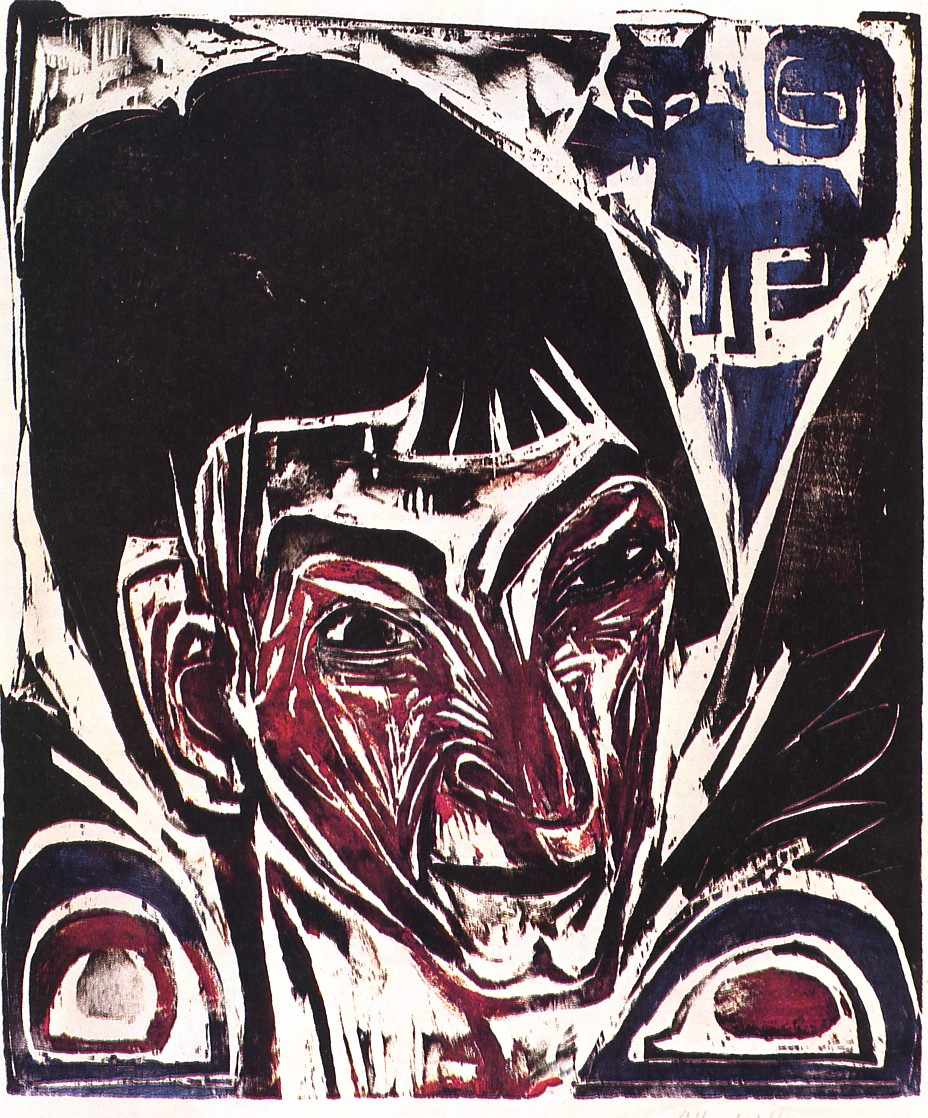
에른스트 루트비히 키르히너, 《오토 뮐러의 초상》, 1915년

목판화는 나무를 판으로 이용하여 이미지를 새긴 후 종이 등에 인쇄한다. 파내지 않은 부분이 인쇄되는 철판 인쇄(凸版印刷) 방식으로 제작된다. 목판화는 중국, 일본 등 동아시아에서 오랫동안 사용되어온 판화 기법이다. 유럽에는 1400년대 일본의 목판화가 전해져 알려지게 되었다.
판화가는 원본 이미지를 목판에 전사(傳寫)하여 조각도와 같이 특별히 고안된 도구로 원판을 새긴 후 작은 롤러로 잉크를 먹이고 종이를 덮고 솜뭉치 따위로 잘 눌러 인쇄한다.

### 요판
요판(凹版)은 판면의 요부에 잉크를 채워 철면 철판보다 강하고 요면(凹面)의 잉크가 지면에 돋아 올라오게 된다. 베끼는 데는 에칭 프레스(etching press)라고 하는 수동 인쇄기를 사용한다. 판재는 동·아연·알루미늄 등 금속이나 셀룰로이드, 경질 비닐, 그 밖에 합성수지 등이 사용된다. 기법적으로 약제(藥劑)의 부식력을 작용시켜 요부를 만드는 것과, 직접 파서 생기는 것으로 대별할 수 있다.

#### 인그레이빙

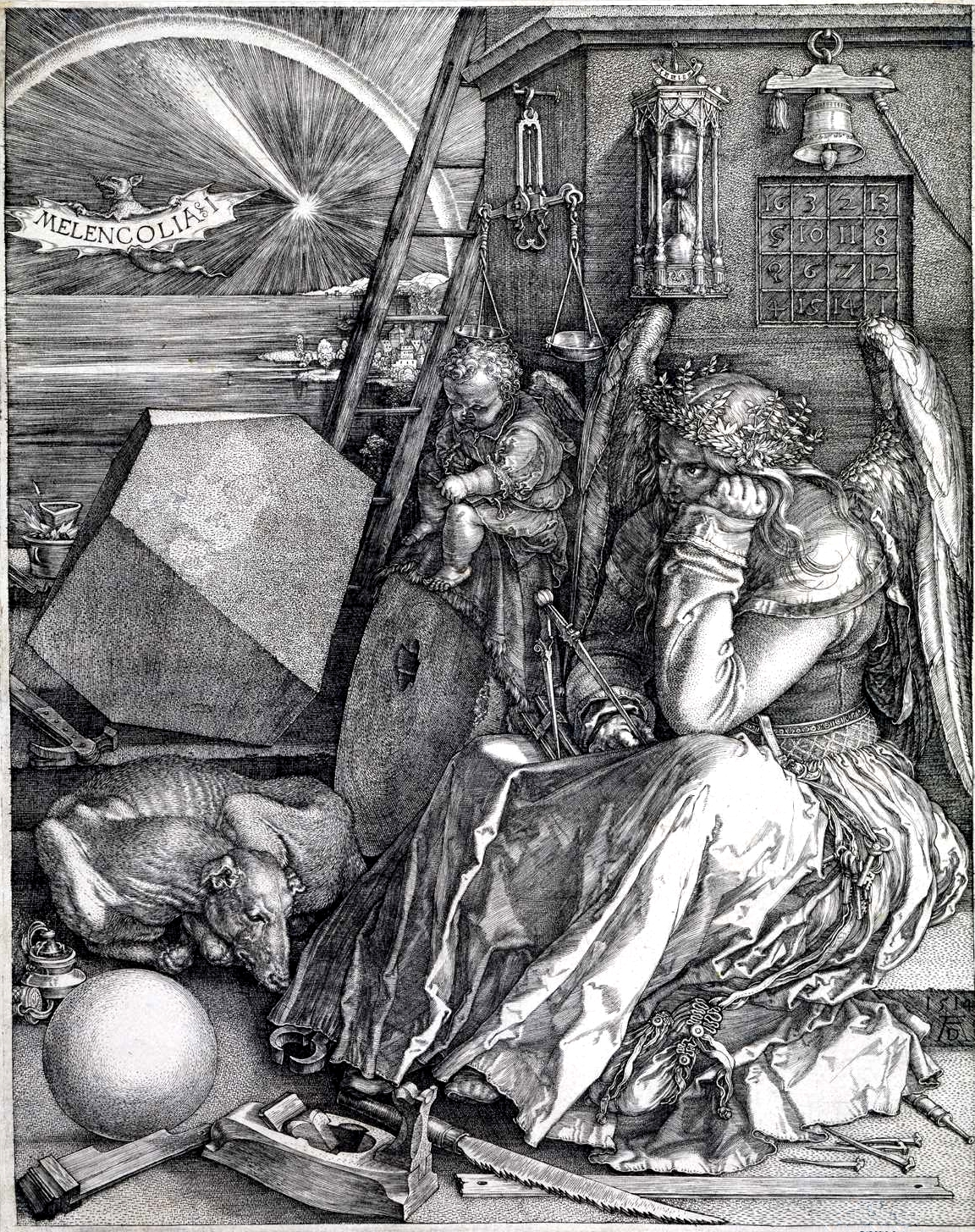
알브레히트 뒤러의 동판화, 멜랑코리

동판화는 1430년대 독일에서 금속세공사들의 기법을 차용하여 사용되기 시작하였다. 동판화는 뷰린(burin)이라는 조각도구를 이용해 동판에 얇은 선을 새긴 후 인쇄하며 각기 다른 선의 효과를 위해 룰렛이나 버니셔라 불리는 도구를 이용하기도 한다. 뷰린 등을 이용하여 새겨진 동판에 골고루 잉크를 입힌 후 와이퍼를 이용해 닦아내면 새겨진 선에만 잉크가 남는다. 종이를 덮고 프레스를 이용하여 인쇄한다.

#### 에칭
에칭은 동판에 왁스를 바른 후 도구를 이용하여 선을 새긴 뒤 부식시켜 원판을 만드는 판화 기법이다. 원판이 완성 된 뒤에는 동판화와 같이 요판 인쇄하여 작품을 제작한다. 이 기법은 독일의 다니엘 호퍼에 의해 고안되었으며 부드러운 선과 다양한 표현 기법을 쓸 수 있는 점과 동판화 달리 금속에 대한 특별한 지식 없이도 제작이 가능한 장점 때문에 동판화를 대체하게 되었다.

### 평판
평판(平版)은 평평한 판면에 잉크를 놓고 종이를 대고서 찍는, 물과 유지가 반발하는 성질을 이용한 화학적인 변화를 판면에 줌으로써 성립되는 판으로서, 석판이나 아연판이 있다. 대용으로 두꺼운 유리나 셀로판도 사용된다. 찍는 데는 수동 평판 프레스기를 사용한다. 유리나 경질 비닐의 판재(版材)를 사용하는 모노타이프(monotype)도 평판의 일종이라고 할 수 있다.

#### 석판화

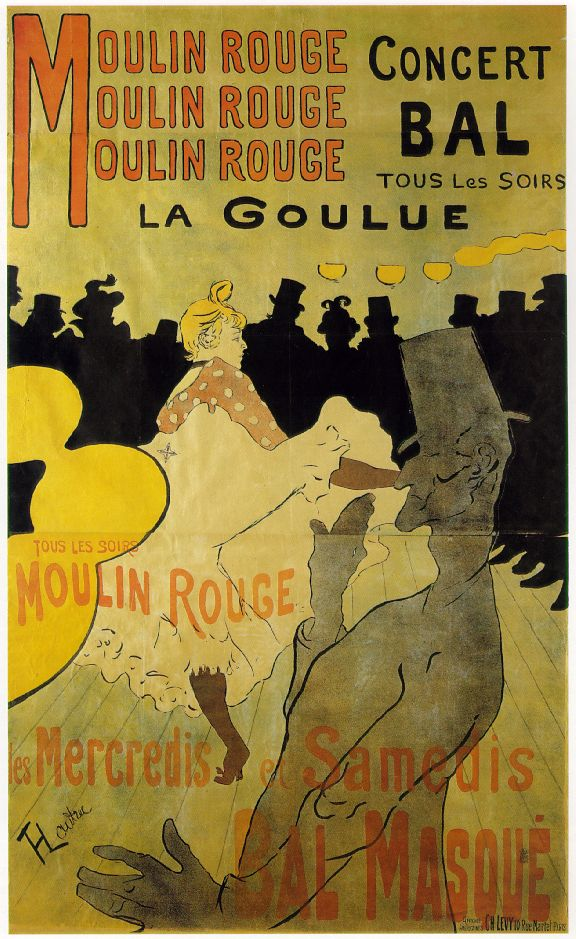
툴루즈로트레크의 석판화 포스터

석판화 또는 리소그래피는 물과 기름이 섞이지 않는 원리를 이용하여 매끄러운 석판이나 금속을 이용하여 인쇄하는 기법이다. 탄산칼슘이 많은 석회석 등의 판면에 아라비아 고무액에 소량의 질산을 가한 질산 고무액을 발라  지방산 칼슘을 생성시켜 물에 녹지 않고 유지분을 끌어들이는 면이 되는 부분과 물은 흡수하나 유지에는 반발하는 부분을 만들고 잉크를 발라 인쇄한다.

### 공판
공판(孔版)은 판제에 구멍을 뚫고 잉크를 밑의 종이에 찍어내는 판으로서 일반적으로 총괄하여 등사판이라고 불린다. 삽인지(澁引紙)에 의한 합우판(合羽版), 비단과 니스를 칠한 판에 의한 실크 스크린, 저지(楮紙)에 의한 모필판(毛筆版), 페이퍼스크린·등사원지(謄寫原紙)에 의한 등사판 등이 있다. 쇄압(刷壓)이 필요 없고, 잉크가 돋아오른 표현이 특징이다.

## 매체
판화는 다양한 매체를 사용하여 인쇄된다. 인쇄용 매체로는 잉크, 수채화 물감, 유화 물감 등을 사용하기도 하고 수성 크레용과 같은 것을 쓰기도 한다. 판으로는 나무, 구리, 돌을 쓰기도 하며 경우에 따라서는 유리와 같은 것을 사용하기도 한다. 종이에 찍는 것이 일반적이나 천이나 다른 재질을 이용하여 인쇄하기도 한다.

## 채색
판화는 기법에 따라 다양한 방식으로 색을 표현한다. 목판화나 실크스크린과 같은 방식에서는 여러 개의 판을 만들어 하나의 종이에 여러 번 찍어 색을 표현하기도 한다. 이러한 방식의 채색 작업에는 필요한 색 만큼의 판이 필요하게 된다. 색상의 감산혼합을 이용하여 보다 다양한 색을 나타낼 수도 있다.
모노타이핑과 같은 기법에서는 하나의 판에 표현하고자 하는 모든 색상을 얹어 작업하기도 한다.